# Campanula antilibanotica
Campanula antilibanotica là loài thực vật có hoa trong họ Hoa chuông. Loài này được (P.H.Davis) Greuter & Burdet mô tả khoa học đầu tiên năm 1981.